# ヘキサクロロベンゼン
ヘキサクロロベンゼン（Hexachlorobenzene、HCB）はC6Cl6という分子式で表されるベンゼンの誘導体である。以前は種子、特に小麦の殺菌剤として使われていた。

## 特徴
HCBは白色結晶性の固体で、水にはほとんど溶けず、ジエチルエーテル、ベンゼン、エタノール、クロロホルムなどに溶解する。飽和蒸気圧は20℃で1.09×10−5 mmHg (1.45 mPa)であり、引火点は242℃、昇華点は322℃である。

## 安全性
HCBは動物や人間にとっては発癌性物質である。1945年に穀物用の殺菌剤として使われ始めると、様々な食品に毒性が現れるようになり、アメリカ合衆国では1966年に使用が禁止された。
国際がん研究機関では、発癌リスクをグループ2Bに位置づけている。動物実験では、肝臓、腎臓、甲状腺に腫瘍の増加が見られた。人間の経口摂取ではポルフィリン症、皮膚の病変、潰瘍、光線過敏、脱毛などの影響が現れた。ネズミを使った実験では、神経の変化も観察されている。また胎児の死亡や奇形の増加につながる可能性も指摘されている。またHCBは胎盤を通して胎児にも伝わり、母乳にも含まれる。
水中では効果が長く残留するため、水生の動物に対してはさらに強い毒性を持っている。生物濃縮を避けるためにも、HCBを水中に捨てることは避けなければならない。HCBの半減期は、土中では3-6年である。
2001年に採択されたストックホルム条約において、残留性有機汚染物質に指定された。
化学物質の審査及び製造等の規制に関する法律 (化審法) 昭和四十八年 法律百十七号 第二条 2により第一種特定化学物質として指定されている
なお殺虫剤として用いられるベンゼンヘキサクロリドとは別の化合物である。

### 毒性
- LD50（ラット、経口）:10000mg/kg
- LD50（マウス、経口）:4000mg/kg
- LD50（ラット、吸入）:3600mg/kg